# Empis dimidiata
Empis dimidiata är en tvåvingeart som beskrevs av Johann Wilhelm Meigen 1835. Empis dimidiata ingår i släktet Empis och familjen dansflugor. Inga underarter finns listade i Catalogue of Life.